# Cate Blanchett
Catherine «Cate» Élise Blanchett (AFI: /ˈkæθrɪn ɪˈliːz ˈblɑːntʃət/ Melbourne, 14 de mayo de 1969) es una actriz australiana de cine y teatro. Es una de las pocas actrices que han ganado los cuatro premios más importantes del cine: dos premios Óscar, cuatro Globos de Oro, cuatro premios BAFTA y tres premios del Sindicato de Actores. También posee una estrella en el Paseo de la Fama de Hollywood. En 2023 fue nombrada la mejor actriz viva por la revista Rolling Stone.
Comenzó su carrera en las tablas a principios de la década de los noventa y debutó en el cine en la película Parklands en 1994. Llamó la atención de la crítica internacional en 1998 con su destacada encarnación de Isabel I de Inglaterra en Elizabeth, papel que le otorgó diversas distinciones y reconocimientos, tales como un BAFTA, un Globo de Oro y su primera nominación al premio Óscar. Entre 2001 y 2003, participó en la trilogía cinematográfica de Peter Jackson basada en El Señor de los Anillos, del autor británico J. R. R. Tolkien, como la elfa Galadriel, repitiendo este mismo papel en las tres películas basadas en El hobbit.
En 2004, participó en la cinta de Martin Scorsese, El aviador, interpretando a Katharine Hepburn. Por dicho papel, se hizo con el aplauso de la crítica y con el Óscar a la mejor actriz de reparto. Otros títulos como Babel (2006), Notes on a Scandal (2006), Indiana Jones y el reino de la calavera de cristal (2008), El curioso caso de Benjamin Button (2008) y Blue Jasmine (2013), por la que ganó el Óscar, están incluidos en su filmografía.
En 2013, fue bien acogida por la crítica cinematográfica por su interpretación en la película Blue Jasmine, hecho que le permitió, en la temporada de premios 2013-2014, recibir un número considerable de galardones, ingresando al grupo de actrices que ha ganado los cuatro premios comerciales más importantes de la industria del cine por solo una película: el Globo de Oro, el Bafta, el premio del Sindicato de Actores y el premio Óscar. Además, otros importantes premios otorgados por la crítica estadounidense (destacando el Independent Spirit y el Critics' Choice Awards) e internacional.
Blanchett y su esposo, Andrew Upton, son actualmente los directores artísticos de la Sydney Theatre Company.

## Biografía

### Infancia y educación
Cate Blanchett nació en Ivanhoe, un barrio residencial de Melbourne (Australia), hija del oficial de policía estadounidense y alto ejecutivo de publicidad Robert Blanchett y de su esposa June, una maestra de escuela y empresaria australiana, nacida June Gamble. Cuando tenía diez años, Cate y sus dos hermanos, Bob y Genevieve Blanchett, vivieron la pérdida de su padre, que tuvo un ataque al corazón a la edad de cuarenta años. Por esta razón, Cate se define de pequeña como «una niña extravertida, pero a la vez cerrada». Es una historia que se resiste a explicar ya que la muerte de su padre le afectó profundamente. Así, los tres hermanos fueron educados por su madre.
Cate realizó sus estudios secundarios en el Methodist Ladies College de Melbourne, donde llevó a cabo sus primeros intentos artísticos participando en distintas obras de teatro. Posteriormente fue a la Universidad de Melbourne para estudiar Economía y Bellas Artes; pero, insegura sobre su futuro profesional, la abandonó para dedicarse a viajar y ganar experiencia antes de decidirse por una carrera. Con 18 años, durante su visita al Reino Unido fue forzada a dejar el país debido a la expiración de su visa. Así, desde el Reino Unido se desplazó a Egipto, donde un cliente del hotel de El Cairo, donde se alojaba, le propuso hacer de extra en una película. Y, puesto que necesitaba dinero, decidió participar en ella, dándose cuenta de que la actuación era lo que le gustaba. De esta forma, volvió a Australia y se inscribió en el Instituto Nacional de Arte Dramático de Sídney en el cual se graduó en 1992 para empezar su carrera como actriz.

### Inicios artísticos
Su carrera empezó sobre los escenarios de teatro de Australia el mismo año de su graduación (1992) con la obra Electra de Sófocles. A partir de entonces se fue adentrando en el mundo escénico llegando a trabajar junto con Geoffrey Rush, en 1993, representando la obra de teatro Oleanna de David Mamet, y en 1994 haciendo de Ofelia en Hamlet. Su debut cinematográfico llegó el año 1994 cuando consiguió un papel en la película australiana Police Rescue. Desde ese momento, Cate se fue haciendo su propio espacio en el mundo del séptimo arte de su país natal participando en series de televisión como Heartland y Parklands mientras mantenía, al mismo tiempo, su trabajo en el teatro.
Fue en 1997 cuando, a través de la coproducción cinematográfica austral americana Camino al paraíso, Cate realizó su salto internacional. A pesar de tener solo un papel secundario como parte de un grupo de mujeres que eran hechas prisioneras por los japoneses en Sumatra durante la Segunda Guerra Mundial, esta participación le permitió compartir escenas con actrices como Glenn Close y Frances McDormand. Con esta experiencia, el mismo 1997 consiguió protagonizar su primera película, Oscar y Lucinda, en la que trabajó junto con el actor británico Ralph Fiennes, y por la que recibió una nominación como mejor actriz del Instituto Cinematográfico Australiano. Su excelente interpretación de Lucinda Leplastrier, sin embargo, no solo le comportó las mejores críticas de su país natal, sino también uno de los mejores papeles de su carrera: el de Isabel I de Inglaterra en la película Elizabeth. El carácter duro y a la vez sensible que Cate tuvo que representar en el papel de la heredera feminista australiana Lucinda impresionó al director de la película, Shekhar Kapur. De hecho, Kapur la seleccionó para el papel de la Reina Virgen inmediatamente después de ver el tráiler de Oscar y Lucinda en la oficina de su director de casting. Según él, desde el primer momento no tuvo ninguna duda. Buscaba fundamentalmente tres cosas: la habilidad de ser de 400 años antes, la habilidad de ser de la actualidad y la habilidad de no estar más que en espíritu; y Cate cumplía con las tres condiciones a la perfección. Este era el efecto que su imagen transmitía. Tuvo la suerte de volver a coincidir con  Geoffrey Rush como Francis Walsingham.

### Salto a la fama
Con Elizabeth, Cate entró directamente en la lista de mejores actrices de la escena internacional. Consiguió su primera nominación a los Óscar como mejor actriz y encandiló a la crítica internacional. Por primera vez todos los críticos coincidían: Cate había sido una Isabel I soberbia representando, de alguna forma, a una dulce joven al principio de la película y transformándose en una monarca intimidadora y rígida al final. A partir de entonces los estudios cinematográficos no dudaron en enviarle nuevos proyectos en los que ella fuera la protagonista. Pero Cate tenía otros planes. Rechazó la mayor parte de estos papeles y se dedicó a aceptar sólo aquellos roles que le aportasen nuevas experiencias; como ejemplos, su interpretación en El talento de Mr. Ripley o Un marido ideal. Así, Cate se estaba preparando para conseguir una larga carrera profesional como actriz, y no como una simple estrella de Hollywood.
Su siguiente éxito vino tres años más tarde, cuando Peter Jackson la dirigió como la reina elfa de El Señor de los Anillos: la Comunidad del Anillo. La pálida y sobrenatural imagen que dio al personaje de Galadriel le valió la aprobación de la mayor parte de los fanáticos de los libros de J. R. R. Tolkien. De esta forma, participó en las tres películas de la trilogía, captando un gran número de admiradores. Ello, no obstante, no le impidió seguir trabajando en otras cintas de carácter más independiente que le permitiesen realizarse como actriz. Así, en el año 2001 interpretó a Charlotte Gray, una joven escocesa que se une a la resistencia francesa, en la película británica del mismo nombre, y en 2003 se la pudo ver en la película Veronica Guerin, donde protagonizó la verdadera historia de Veronica, una periodista irlandesa que se enfrentó a los distribuidores de droga de Dublín. Con esta última interpretación, Cate, una vez más, demostró que era capaz de superarse otorgando a su personaje no una simple imagen mitificada, sino la imagen de una mujer real que lucha para un mundo mejor mostrándose tozuda, egocéntrica e, incluso, afectada por su propia fama. Un duro trabajo artístico que siguió una vez terminada la última entrega de la trilogía de El Señor de los Anillos, el año 2003, con Coffee and Cigarettes, un filme de bajo presupuesto sobre vidas paralelas, y el año 2004 con la película Life Aquatic.

### Consolidación profesional
En el año 2004 trabajó con Martin Scorsese en El aviador, una película biográfica del gran empresario estadounidense Howard Hughes, el cual fue interpretado por Leonardo DiCaprio. Con este proyecto, Cate tuvo que enfrentarse al reto de su vida al tener que dar forma a una de las grandes actrices clásicas de Hollywood, Katharine Hepburn. El resultado, sin embargo, fue excelente. No solo satisfizo al público, sino también a los expertos de la Academia. De manera que en 2005 recibió su segunda nominación a los Óscar y, esta vez, ganó la estatuilla como mejor actriz de reparto.
A pesar del reconocimiento profesional que recibió en 2005, el año 2006 superó todas las expectativas de Cate. Aquel año estrenó tres nuevas películas, y de éstas, las tres fueron nominadas de nuevo a los Premios Óscar. La primera fue Babel, donde su director, Alejandro González Iñárritu, hizo un análisis de las personas sometidas a presión a través de distintas historias que conducían a hacer una vuelta al mundo. Blanchett, junto con Brad Pitt, encarnó a una turista americana que disfrutaba de sus vacaciones en Marruecos y se encontraba inmergida en un tiroteo del cual salía gravemente herida. La segunda de estas películas fue The Good German, de Steven Soderbergh, un intento de recuperar el estilo de las películas de los años 40 en blanco y negro sobre la Alemania de la posguerra, y donde trabajó con los conocidos actores George Clooney y Tobey Maguire. Y, finalmente, la tercera fue Notes on a Scandal, donde compartió protagonismo con la veterana actriz británica Judi Dench, película por la que ambas obtuvieron sus respectivas nominaciones a los Óscar.
Cate estaba viviendo uno de los momentos más brillantes de su carrera, y el año 2007 no fue menos que los anteriores. Aquel año supuso para Cate recuperar su principal papel cinematográfico, el de Isabel I de Inglaterra. Con el mismo Shekhar Kapur que la dirigió en la primera película, la actriz volvió a introducirse en el personaje de Elizabeth, pero, esta vez, treinta años más tarde, en el momento de más gloria de la reina, la que sería llamada La edad de Oro de Inglaterra. En Elizabeth: la edad de oro Cate tuvo que enfrentarse a una reina calculadora, inteligente, temperamental y asimismo vulnerable desde su trono. La nueva interpretación que hizo de la Buena Reina Bess le valió otra vez una nominación como mejor actriz en los Óscar junto con la que obtuvo como mejor actriz de reparto por su otra película del año, I'm not there. Con éstas, Cate pasaría a ser recordada en la historia del cine como el undécimo artista en ser nominado en un mismo año por la Academia de Hollywood en las dos categorías, y el quinto intérprete —aunque la primera actriz— en recibir una segunda nominación por la secuela de un papel que ya había representado. Aunque no salió ganadora, ambas representaciones tuvieron su merecedor reconocimiento en los festivales internacionales. Cabe destacar, sobre todo, el Globo de Oro y la Copa Volpi que recibió en Venecia por su representación de Jude Quinn en I'm not there.

### Vuelta al teatro y éxitos comerciales
En 2008 Cate participó en Indiana Jones y el reino de la calavera de cristal, la cuarta entrega de Indiana Jones; y también en El curioso caso de Benjamin Button, una nueva película con Brad Pitt, antiguo compañero de rodaje. Cinta, esta última, que tuvo trece nominaciones en la ceremonia de los Premios Óscar de aquel año. Ese mismo año, Cate y su marido, Andrew Upton, se convirtieron en codirectores ejecutivos y directores artísticos de la Sydney Theatre Company.
Cate volvió a actuar en teatro en 2009 con la producción A Streetcar Named Desire de Tennessee Williams, dirigida por Liv Ullmann. Ella interpretó a Blanche DuBois junto a Joel Edgerton como Stanley Kowalski. La producción viajó desde Sydney a la Academia de Música de Brooklyn en Nueva York y al Kennedy Center en Washington D. C. Fue un éxito comercial y de crítica. El crítico del New York Times, Ben Brantley, dijo: "Ullmann y Blanchett han representado la obra como si nunca antes se hubiera representado, con el resultado de que, como dijo un amigo mío, 'te sientes como si estuvieras en escena'.

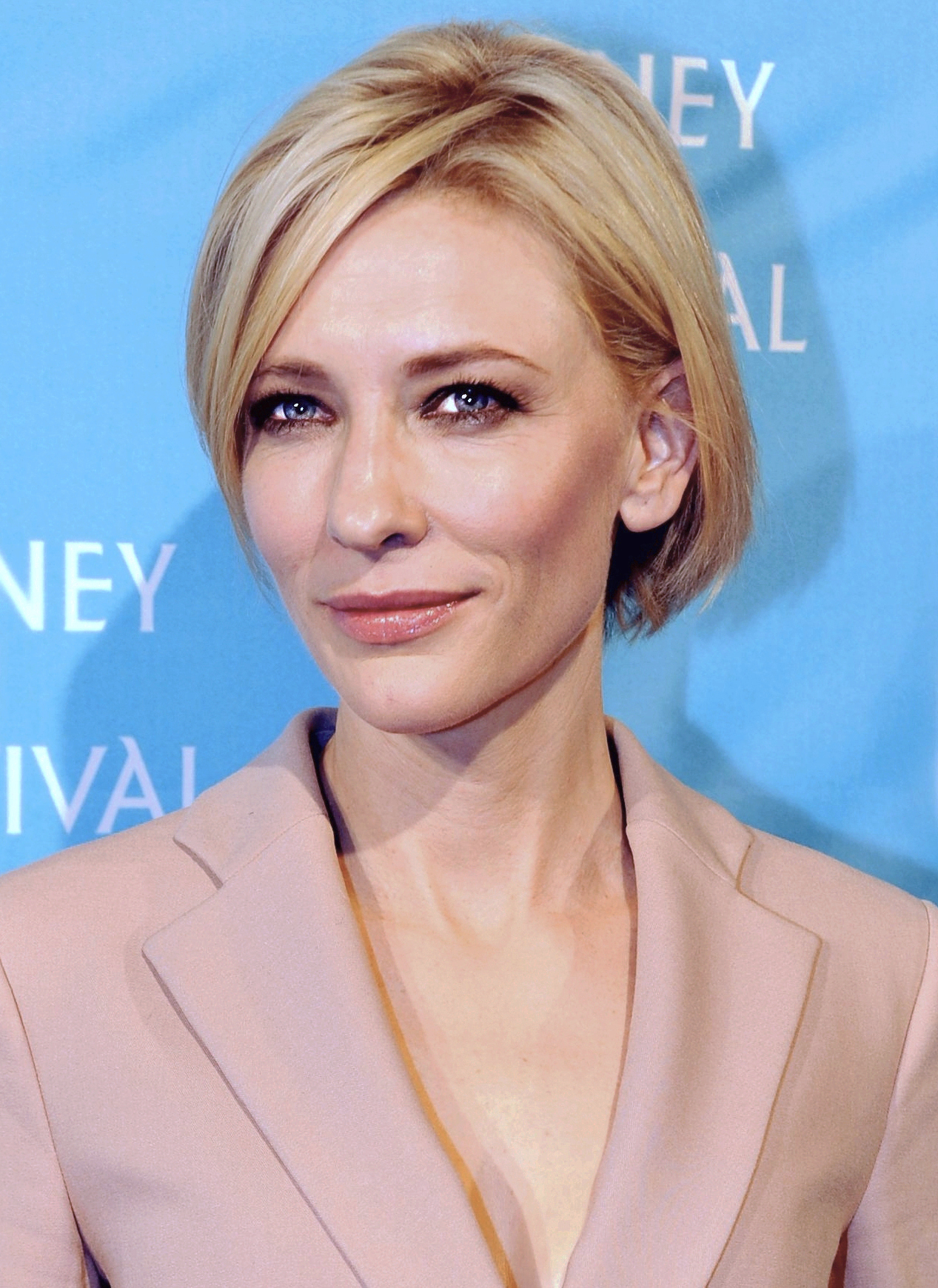
Blanchett en la edición del 2011 del Sydney Film Festival

En 2010 estrenó la nueva versión cinematográfica de la leyenda de Robin Hood dirigida por Ridley Scott, donde interpreta a Lady Marian. Además, rodó Hanna, su primera colaboración con el director británico Joe Wright, un thriller de acción sobre una joven adolescente que es entrenada para matar. La cinta se estrenó en 2011 y reunió por primera vez en la gran pantalla a Cate Blanchett con el también australiano Eric Bana y la actriz irlandesa Saoirse Ronan.
Ese mismo año, Cate participó en dos nuevas producciones de la Sydney Theatre Company. En la primera producción interpretó a Lotte Kotte en una nueva traducción de la obra de 1978 de Botho Strauß, Groß und klein (Grande y pequeño), dirigida por Benedict Andrews. Después de su presentación en Sydney, la producción viajó a Londres, París, el Festival de Viena y el Ruhrfestspiele. Cate y la producción recibieron grandes elogios. Además, fue nominada a los premios Evening Standard Theatre a la mejor actriz; y ganó el premio Sydney Theatre a la mejor actriz en un papel principal y el premio Helpmann a la mejor actriz. Luego interpretó a Yelena, junto a Hugo Weaving y Richard Roxburgh, en la adaptación de Andrew Upton de Uncle Vanya de Anton Chekhov, que viajó al Kennedy Center y a la ciudad de Nueva York como parte del Festival del Lincoln Center.
En diciembre de 2012, 2013 y 2014 respectivamente, volvió a dar vida al personaje Galadriel en la Trilogía de El hobbit. En 2013, su magnífica interpretación en la película Blue Jasmine del director Woody Allen, le hicieron ganar el Óscar, el Globo de Oro y el BAFTA a la mejor actriz, entre otros premios. La misma nominación a dichos premios volvió a recibir en 2016, esta vez por Carol, compitiendo en la misma categoría, en el caso del Globo de Oro, con su compañera en la película, Rooney Mara.
Cate protagonizó en 2015, la obra The Present, la adaptación de Andrew Upton de la obra Platonov de Anton Chekhov, dirigida por John Crowley. La producción se trasladó a Broadway en 2017. Blanchett recibió nominaciones al premio Tony a la mejor actriz en una obra de teatro, al premio Drama Desk, y al premio Drama League por el premio a la interpretación distinguida.

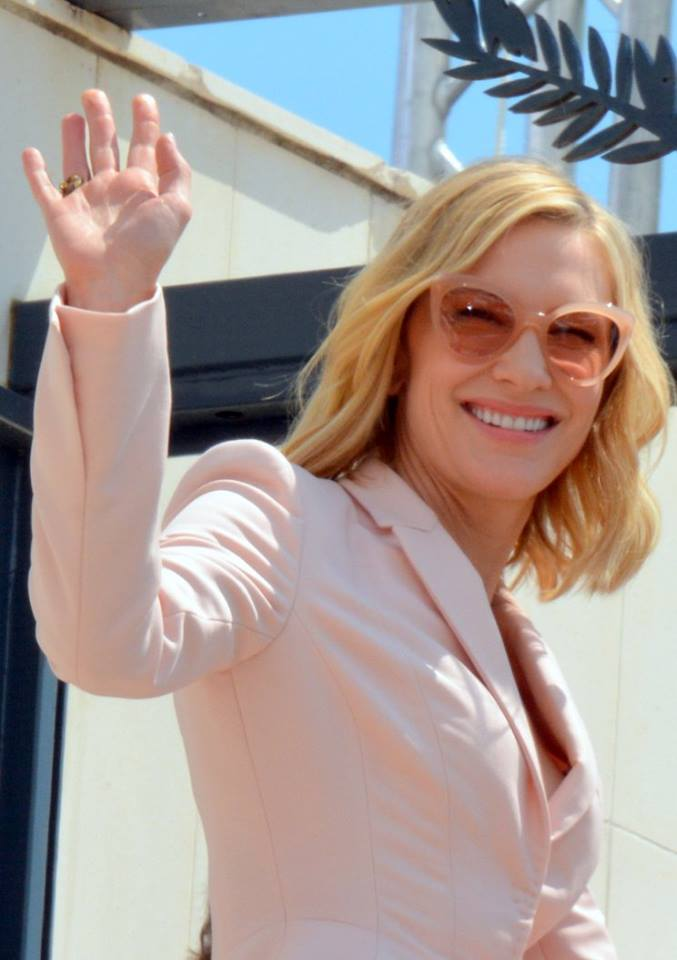
Blanchett en la edición de 2018 Cannes Film Festival.

En 2017, Blanchett también apareció en la película Song to Song de Terrence Malick, e interpretó a la diosa de la muerte Hela en la película de Marvel Studios, Thor: Ragnarok, dirigida por Taika Waititi.  Fue un éxito tanto de crítica como financiero, recaudando 854 millones de dólares en la taquilla mundial. En 2018, Blanchett protagonizó Ocean's 8, el spin-off exclusivamente femenino de la franquicia Ocean's Eleven, dirigida por Gary Ross, junto a Sandra Bullock, Anne Hathaway, Sarah Paulson, Mindy Kaling, Helena Bonham Carter, Rihanna y Awkwafina.
Cate fue nombrada presidenta del jurado del 71º Festival de Cine de Cannes, que tuvo lugar en mayo de 2018. Blanchett interpretó una versión femenina de la pitón Kaa en la adaptación de Andy Serkis de El libro de la selva titulada Mowgli: Legend of the Jungle (2018). Serkis utilizó una mezcla de captura de movimiento, animación generada por computadora y acción en vivo en la película. La película se estrenó en Netflix en 2019. Ese año, la revista Forbes la incluyó como una de las actrices mejor pagadas del mundo con ganancias anuales de 12,5 millones de dólares.

### Paso a la pequeña pantalla y actualidad
Ese mismo año, Blanchett protagonizó Where'd You Go, Bernadette (2019), una adaptación del libro más vendido del mismo nombre, que fue dirigida por Richard Linklater. También ese año, repitió su papel de voz como Valka en How to Train Your Dragon: The Hidden World (2019). En 2020, la productora Dirty Films de Blanchett firmó con New Republic Pictures para largometrajes y con FX Networks para televisión. Blanchett regresó a la televisión protagonizando dos miniseries. Desempeñó un papel secundario en la serie dramática australiana Stateless (2020), distribuida internacionalmente por Netflix; y protagonizó y produjo la miniserie dramática histórica de FX/Hulu, Mrs. America (2020), como la activista conservadora Phyllis Schlafly.
En 2021, protagonizó junto a Bradley Cooper la adaptación cinematográfica de Nightmare Alley de Guillermo del Toro que recibió críticas positivas. También apareció junto a Jennifer Lawrence y Leonardo DiCaprio en Don't Look Up (2021) de Adam McKay, una película de comedia negra de sátira política apocalíptica para Netflix. Con las nominaciones al Premio Óscar a mejor película de ambos films, Cate rompió el récord de la actriz Olivia de Havilland al convertirse en la actriz con más papeles acreditados en las nominadas a Mejor Película.

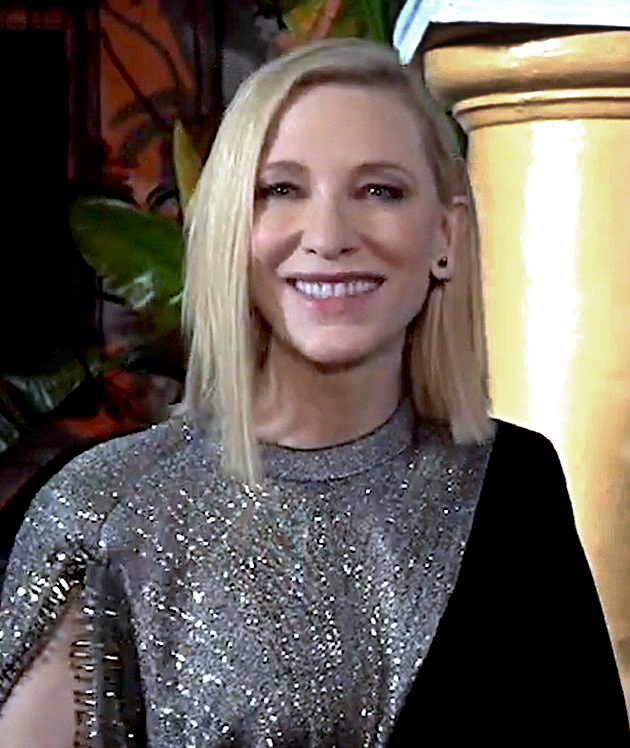
Blanchett en el SBIFF de 2023

Un año después, protagonizó la película Tár (2022), dirigida por Todd Field. Su interpretación de Lydia Tár, una reconocida directora de orquesta ficticia, recibió elogios generalizados de la crítica. Por su actuación, ganó su segunda Copa Volpi a la Mejor Actriz, su cuarto Globo de Oro y su cuarto Premio BAFTA. También arrasó con la trifecta de premios de la crítica más importante (NYFCC, LAFCA, NSFC) por segunda vez y recibió su octava nominación al Oscar. Ese año, Blanchett también prestó su voz a Spazzatura en la adaptación cinematográfica de Netflix, Pinocho (2022), reuniéndola con Del Toro.
En 2023, coprodujo la película dramática romántica de ciencia ficción Fingernails para Apple TV+. Al año siguiente, Blanchett se reunió con Eli Roth para interpretar a Lilith en Borderlands (2024), una adaptación cinematográfica de acción real de los videojuegos del mismo nombre. La película se estrenó con críticas negativas y se convirtió en un fracaso de taquilla. Luego encabezó la miniserie de suspenso psicológico Disclaimer de Apple TV+, escrita y dirigida por Alfonso Cuarón, y coprotagonizada por Kevin Kline, Sacha Baron Cohen y Louis Partridge. Se estrenó en octubre con una recepción crítica mayoritariamente positiva. En 2025, protagonizó la película de acción y espionaje, Black Bag (2025), en el papel de Kathryn Woodhouse.

## Vida personal
Su marido es el guionista y dramaturgo australiano Andrew Upton, a quien conoció en 1996. De hecho, su relación no fue un amor a primera vista. Tal como ella misma reconoce: «Él pensaba que yo era distante, y yo que él era arrogante. Esto muestra lo equivocada que una puede llegar a estar. Una vez que me besó, todo cambió». Se casaron el 29 de diciembre de 1997 en el Parque nacional Montañas Azules de Nueva Gales del Sur (Australia), justo antes de que Cate empezara su rodaje de Elizabeth. Desde entonces han tenido tres hijos: Dashiell John, nacido el 2001, Roman Robert, en 2004, e Ignatius Martin, en 2008.
Después de vivir en Brighton (Inglaterra) durante varios años, toda la familia volvió a Sídney el año 2006. Según explica, se dieron cuenta de que su identidad estaba en Australia, donde ellos habían nacido. Así, compraron una casa en Australia ese mismo año donde, además, tuvieron a su último hijo (los dos primeros nacieron en Londres). Desde allí, Cate combina su carrera cinematográfica con su participación en el teatro de Sídney. Además, interviene en algún que otro spot publicitario, como la línea de cremas SK-II de Donna Karan del año 2008.
El 6 de marzo de 2015 el matrimonio confirma la adopción de una hija, Edith Vivian Patricia, y se mudan a Estados Unidos.

## Legado e imagen
Blanchett es considerada como una de las mejores actrices de su generación y del siglo XXI, se ha destacado por su habilidad para interpretar personajes de diferentes ámbitos de la vida, así como encabezar una amplia gama de géneros cinematográficos, desde películas independientes de bajo presupuesto hasta películas con un perfil alto de un sector más comercial. También ha sido elogiada por su dominio de una amplia gama de acentos diversos desde inglés, irlandés y francés hasta varios acentos regionales estadounidenses.
Al comentar sobre su atractivo como actriz de pantalla en New York, los escritores Will Leitch y Tim Grierson afirmaron que su mayor habilidad era «su habilidad para combinar la capacidad de relacionarse y elusividad: siempre está completamente presente y sin embargo, fuera de su alcance. Siempre ha sido atrevida, intransigente y perpetua y decididamente ella misma».
La actuación de Blanchett en la película Carol fue clasificada como la segunda mejor actuación cinematográfica de la década por IndieWire en 2019. Al escribir sobre su actuación en la película, Christian Zilko afirmó: «La mejor actuación en una carrera en la que casi todos los papeles se sienten como un contendiente legítimo, la versión de Cate Blanchett de Carol Aird es una verdadera sinfonía de silencio represivo».
Se la considera una de las actrices camaleónicas más representativas de la industria. En sus trabajos como I'm Not There, Elizabeth o Manifiesto (2015) ha logrado plasmar y caracterizar a sus personajes con una gran transformación tanto física como psicológica.
Blanchett ha sido citada en la prensa como un icono de estilo y, con frecuencia, ha encabezado las listas de las mujeres mejor vestidas del mundo. Se convirtió en portavoz y rostro de SK-II, la marca de lujo para el cuidado de la piel propiedad de Procter & Gamble, en 2005. Y embajador de la marca de las fragancias femeninas Giorgio Armani en 2013, con un pago de 10 millones de dólares por este último. Apareció en un anuncio de 2019 de la fragancia de Giorgio Armani, SÌ, filmado por Fleur Fortuné. En 2018, Armani anunció que Blanchett se convertiría en la primera embajadora de belleza de la compañía, representando a la compañía a nivel mundial al absorber responsabilidades para el cuidado de la piel y el maquillaje, además de sus compromisos anteriores de 2013 con las fragancias.
Blanchett fue nombrada la tercera mujer más bella por naturaleza de todos los tiempos por un panel de editores de belleza y moda, maquilladores, agencias de modelos y fotógrafos en 2004, detrás de Audrey Hepburn y Liv Tyler. Ocupó el puesto 42 en la lista de la revista Empire de las "100 estrellas de cine más sexys de todos los tiempos" en 2013 y el 31 en la misma lista en 2007. A partir de 2020, Blanchett ha aparecido en más de 300 portadas de revistas de todo el mundo, incluidas Vogue, Vanity Fair, Elle, Harper's Bazaar, InStyle, Entertainment Weekly y Variety.

## Filmografía
Blanchett ha aparecido en más de 70 películas. En 2019, las películas de Blanchett han recaudado más de 9.800 millones de dólares en la taquilla mundial. Sus películas más taquilleras incluyen las trilogías de The Lord of the Rings (2001–2003) y The Hobbit (2012–2014), The Curious Case of Benjamin Button (2008), Indiana Jones and the Kingdom of the Crystal Skull (2008), Cinderella (2015), Thor: Ragnarok (2017) o  Ocean's 8 (2018). Según el sitio web de agregación de reseñas Rotten Tomatoes, que asigna puntajes de películas según las críticas y la recepción del público, algunas de las películas de Blanchett con mayor puntaje incluyen: El aviador (2004), Tár (2022), Blue Jasmine (2013), Carol (2015), Elizabeth (1998) o I'm not there (2007).
Sin embargo, Blanchett, saltó a la fama gracias a sus papeles en las series australianas de televisión, Heartland (1994) y Bordertown (1995).  Además, cuenta con una extensa carrera teatral; participando en más de 20 producciones teatrales. Hizo su debut en 1992, con Electra en el Instituto Nacional de Arte Dramático. Desde entonces, ha recibido múltiples elogios por participar en las obras teatrales como  Susan Traherne en Plenty (1999), Hedda Gabler en Hedda Gabler (2004), Blanche DuBois en Un tranvía llamado deseo (2009), Yelena en Uncle Vanya (2011) o Claire en Las criadas (2013). También, ha participado en los videoclips de las canciones: "The Spoils" (2016) del dúo británico Massive Attack; y en el sencillo de 2023, "The Girl Is Crying In Her Latte" de la banda de rock, Sparks.
En 2025, hace un cameo en el episodio final de la tercera temporada de la serie surcoreana "El juego del calamar", interpretando a una reclutadora de los juegos en Estados Unidos.

## Premios y nominaciones

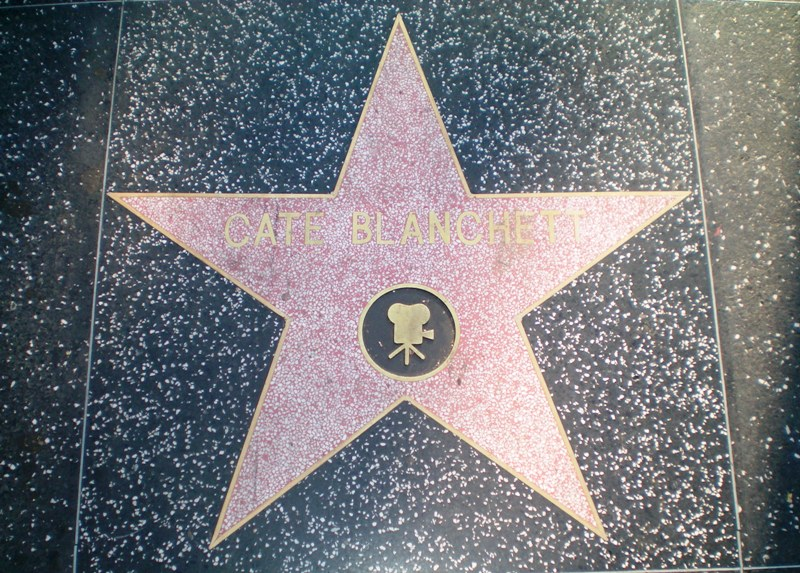
Estrella de Cate Blanchett en el Hollywood Walk of Fame

Después de una carrera artística de más de dos décadas y con más de 45 películas que la respaldan, Cate Blanchett se ha convertido en una de las actrices más exitosas. Ha recibido más de 50 premios. Se le considera como una de las actrices más reconocidas, respetadas y aclamadas de su generación y la máxima representante del cine australiano
Entre sus numerosos reconocimientos por su trabajo como actriz, Blanchett ha ganado dos Premios Óscar, cuatro premios BAFTA, cuatro premios Globo de Oro, y tres Premios del sindicato de actores. Su interpretación de Katharine Hepburn en El aviador la convirtió en la única actriz en ganar un Premio Óscar por interpretar a un actriz ganadora de un Premio Óscar. Blanchett es una de las cuatro únicas actrices en ganar el Premio de la Academia a la Mejor Actriz después de ganar la Mejor Actriz de Reparto. Ella es uno de los seis actores (y la única actriz) en la historia del Oscar en ser nominada dos veces por interpretar el mismo papel en dos películas (Elizabeth I para Elizabeth y Elizabeth: The Golden Age), y el undécimo actor en recibir dos nominaciones de actuación, en el mismo año. También es la única actriz australiana en ganar dos premios Oscar, uno como mejor actriz y uno como mejor actriz de reparto.La actriz es Premio Donostia en la 72 edición del Festival de Cine de San Sebastián. En el Festival Internacional de Cine de Toronto de 2024, recibió el premio Share Her Journey Groundbreaker, que se otorga a mujeres que han marcado una diferencia positiva en la mejora de las condiciones de las mujeres en la industria cinematográfica.
También, recibió la Medalla del Centenario por sus Servicios a la Sociedad Australiana otorgada por el gobierno australiano. En 2012, el ministro de Cultura francés la nombró Caballero de la Orden de las Artes y las Letras, en reconocimiento a sus importantes contribuciones a las artes. En 2017, la Reina Isabel II nombró a Blanchett Compañero de la Orden de Australia por su "eminente servicio a las artes escénicas como actriz de teatro y cine internacional, a través de contribuciones fundamentales como directora de organizaciones artísticas, como modelo a seguir para mujeres y jóvenes intérpretes, y como partidaria de causas humanitarias y ambientales". En 2022, recibió el premio César honorífico de la Académie des Arts et Techniques du Cinéma por su "carrera y personalidad absolutamente notables".
Además cuenta con un Doctorado en Letras por de la Universidad de Sydney, la Universidad de Nueva Gales del Sur y la Universidad Macquarie, en reconocimiento a su extraordinaria contribución a las artes, la filantropía y la comunidad.